# Fonte (Arzúa)
Fonte (en gallego y oficialmente, A Fonte) es una aldea española, actualmente despoblada, que forma parte de la parroquia de Arzúa, del municipio de Arzúa, en la provincia de La Coruña.

## Demografía
| Gráfica de evolución demográfica de Fonte entre 2000 y 2018 |
|                                                             |
| Datos según el nomenclátor publicado por el INE.            |